# Армагеддон (фильм, 1962)
«Армагеддон» — советский художественный фильм антирелигиозной направленности. Премьера — 19 февраля 1963 года.

## Сюжет
Траян, жених Наталицы, на три года уходит в армию. Верующая девушка, над которой из-за её веры в бога смеются подруги, замыкается в себе и под влиянием матери целиком уходит в секту иеговистов. Вся её радость в жизни — младшая сестра, которая находит куклу Калояна, которую вырезал Траян для своей невесты.
Вернувшийся из армии Траян пытается «разбудить» Наталицу, иногда у него это получается, но душа Наталицы в постоянных сомнениях, она уверена, что грешна и сама не знает как выйти из этого сложного положения. В доме семьи Наталицы находится тайное помещение, в котором сектанты прячут подпольную типографию. Секта является прикрытием шпионской сети, созданной на территории советской Молдавии.
Домника, мать Наталицы, постоянно выбрасывает Калояна и наказывает за него младшую дочь, так как считает, что любая кукла — идолопоклонство. Та вынуждена его прятать. Из-за этого однажды она узнаёт о существовании тайной комнаты и оказывается свидетельницей разговора «Старшего брата» секты о типографии.  Тот, опасаясь разоблачения, начинает преследовать девочку, она случайно падает с чердака дома и погибает.

## В ролях
- Эдуард Бредун — Траян
- Изольда Извицкая — Наталица
- Лаврентий Масоха — Обрежа, «старший брат»
- Алла Казанская — врач
- Владимир Пицек — брат Арсений
- Домника Дариенко — Доминика
- Владимир Рудин — Василий Радович
- Михаил Туманишвили — Костя
- Ион Унгуряну — жених
- Светлана Швайко — Ольга
- Трифон Грузин — сват
- Виктор Уральский — Андрей

## Съёмочная группа
- Режиссёр — Михаил (Моисей) Израилев
- Сценаристы — Лидия Мищенко, Джордже Менюк
- Оператор — Леонид (Леонтий) Проскуров
- Композитор — Валерьян (Валерий) Поляков
- Художник — Антон Матер